# Гремлины
«Гре́млины» (англ. Gremlins) — американский комедийный фильм ужасов 1984 года, снятый режиссёром Джо Данте по сценарию Криса Коламбуса для студии Warner Bros. Исполнительный продюсер фильма — Стивен Спилберг. Фильм основан на легендах о фольклорных озорных существах — гремлинах, которые ненавидят технику и всячески вредят людям, которые ею пользуются. Фильм был выпущен в прокат 8 июня 1984 года, стал успешным в плане кассовых сборов и получил благоприятные отзывы со стороны критиков. Несколько лет спустя был выпущен фильм-продолжение, а в 2023 году состоялась премьера одноимённого телесериала.

## Сюжет
Изобретатель Рендалл Пельцер посещает антикварный магазин в китайском квартале в надежде найти рождественский подарок для своего сына Билли. Там он находит маленькое пушистое существо — могвая. Его владелец, мистер Винг, отказывается продавать существо Рендаллу, но внук мистера Винга тайно соглашается на продажу, при этом предупреждая Рэндалла о трех важных правилах: первое — не включать при могвае яркий свет; второе — нельзя, чтобы на могвая попадала вода; третье — самое важное — ни за что, никогда не кормить могвая после полуночи. Рендалл возвращается домой в Кингстон-Фолс, где дарит могвая Билли в качестве домашнего животного. Могвай получает имя Гизмо.
Друг Билли, Пит, случайно намочил Гизмо, после чего от Гизмо тут же отделились странные меховые шарики и превратились в новых могваев. Потомки Гизмо, в отличие от него самого, оказались очень проказливыми и непослушными, а один, с «ирокезом» на голове, ставший их вожаком, и вовсе оказался злым, кусачим и пакостливым. Вскоре потомки Гизмо из шалости вырвали электрические провода из часов, в результате чего Билли по ошибке накормил их после полуночи. Могваи, кроме Гизмо, в результате превратились в коконы, а когда вылупились из коконов, то превратились в злых и жутких на вид гремлинов.
Гремлины начинают в городе настоящий погром, убивают людей, крушат их дома. В баре «У Доррис» они закатывают дикую вечеринку, а Кейт, подругу Билли, заставляют их обслуживать. Билли должен спасти город, иначе гремлины сотрут его в порошок вместе с жителями. Билли обращается за помощью  полицейским, но в полиции на него смотрят как на сумасшедшего. Тогда, захватив с собой Гизмо и вызволив Кейт, Билли решает сам разобраться с гремлинами. Он, вместе с Кейт и Гизмо, обнаруживает, что гремлины почти все собрались в кинотеатре, где готовятся смотреть фильм. Повредив газовую трубу в подвале кинотеатра, Билли устраивает большой взрыв, в результате которого гремлины погибают, остаётся только их вожак. Билли и Гизмо вступают с ним в опасную схватку в супермаркете и с трудом одолевают, направив на него яркий свет.
В конце фильма мистер Винг решает забрать Гизмо обратно. Он заявляет, что для содержания могвая нужна большая ответственность, которую западная цивилизация ещё не обрела.

## В ролях
- Зак Гэллиган — Билли Пельтцер
- Фиби Кейтс — Кейт Беринджер
- Хойт Экстон — Ренделл Пельтцер
- Полли Холлидей — миссис Руби Дигл
- Фрэнсис Ли МакКейн — Линн Пельтцер
- Джадж Рейнхолд — Джеральд Хопкинс
- Дик Миллер — Мюррей Фаттерман
- Глинн Тёрмен — Рой Хэнсон
- Кей Люк — мистер Винг, владелец Гизмо
- Скотт Брейди — шериф Фрэнк
- Кори Фельдман — Пит Фэунтэйн
- Джонатан Бэнкс — Брент Фрай
- Эдвард Эндрюс — Роланд Корбен
- Джеки Джозеф — Шейла Фаттерман
- Белинда Баласки — миссис Джо Харрис
- Гарри Кэри-мл. — мистер Андерсон
- Ники Кэтт и Трейси Уэллс — школьники
- Джон Лу — внук мистера Винга
- Кенни Дэвис — Дорри
- Джон К. Бехер — доктор Молинар

### Озвучивание
- Питер Каллен — Гизмо
- Айлин Киз — Гизмо (исполнение песни, в титрах не указана)[3]
- Фрэнк Уэлкер — гремлин с полоской
- Дон Стил — Рикки Риальто
- Марвин Миллер — робот Робби (в титрах не указан)

### Камео
- Стивен Спилберг — мужчина в гипсе в лигераде
- Джерри Голдсмит — мужчина в телефонной будке
- Джим Маккрелл — Лью Ландерс
- Уильям Шаллерт — отец Бартлетт
- Чак Джонс — мистер Джонс, наставник Билли по рисованию
- Кеннет Тоби — работник на заправке с сигаретой
- Том Беренджер — репортёр

## Музыка
Музыкальное сопровождение к фильму написал Джерри Голдсмит, получивший за свою работу премию «Сатурн» за лучшую музыку. Основная партитура была написана с целью передать «озорной юмор и нарастающее напряжение гремлинов». Голдсмин вместе со Стивеном Спилбергом появился в фильме в эпизодической роли в сцене, где Ренделл Пельтцер звонит домой с собрания изобретателей.
Альбом с саундтреками был выпущен компанией «Geffen Records» в формате мини-альбома на пластинке и кассете и переиздан на компакт-диске в 1993 году в Германии.
1. Gremlins…Mega Madness — Майкла Сембелло (3:50)
2. Make It Shine — Quarterflash (4:10)
3. Out/Out — Питер Гэбриел (7:00)
4. The Gift (4:51)
5. Gizmo (4:09)
6. Mrs. Deagle (2:50)
7. The Gremlin Rag (4:03)

В 2011 году компания «Film Score Monthly» выпустил саундтрек на двух дисках: полная партитура на первом диске и оригинальный альбом саундтреков 1984 года на втором диске.
Диск первый: The Film Score
1. Fanfare in C (Макс Стайнер) / The Shop / The Little One 4:30
2. Late for Work 1:46
3. Mrs. Deagle / That Dog 2:22
4. The Gift 1:45
5. First Aid 2:17
6. Spilt Water 3:02
7. A New One 1:10
8. The Lab / Old Times 2:35
9. The Injection 2:56
10. Snack Time / The Wrong Time 1:49
11. The Box 1:24
12. First Aid 1:39
13. Disconnected / Hurry Home 1:03
14. Kitchen Fight 4:06
15. Dirty Linen 0:43
16. The Pool 1:07
17. The Plow / Special Delivery 1:16
18. High Flyer 2:22
19. Too Many Gremlins 2:06
20. No Santa Claus 3:27
21. After Theatre 1:39
22. Theatre Escape / Stripe Is Loose / Toy Dept. / No Gizmo 4:36
23. The Fountain / Stripe’s Death 5:42
24. Goodbye, Billy 2:56
25. End Title / The Gremlin Rag 4:10
26. Blues 2:17
27. Mrs. Deagle [film version] 1:27
28. God Rest You Merry, Gentlemen [traditional, arr. Alexander Courage] 1:12
29. After Theatre [with «Silent Night»] 1:36
30. After Theatre [without «Silent Night»] 1:36
31. Rabbit Rampage [Milt Franklyn] 0:47
32. The Gremlin Rag [full version] 3:35
33. Gizmo’s New Song 0:35
34. Gizmo’s Trumpet 0:30

Треки 26–34 указаны в качестве бонус-треков.
Диск второй: 1984 Soundtrack Album
1. Gremlins… Mega Madness — Michael Sembello 3:52
2. Make It Shine — Quarterflash 4:11
3. Out/Out — Peter Gabriel 7:02
4. The Gift 4:58
5. Gizmo 4:14
6. Mrs. Deagle 2:54
7. The Gremlin Rag 4:13

## Реакция

### Прокат и сборы
Фильм был выпущен в прокат с маркировкой PG в 1511 кинотеатрах США и Канады 8 июня 1984 года, в тот же день, что и «Охотники за привидениями» Айвана Рейтмана. В первый уик-энд «Гремлины» собрали 12 511 634 $, что на 1,1 миллиона долларов меньше, чем «Охотники за привидениями». К концу американского проката 29 ноября фильм заработал в США 148 168 459 $, став четвёртым по сборам фильмом года после «Полицейского из Беверли-Хиллз», «Охотников за привидениями» и «Индианы Джонса и храма Судьбы». В августе 1984 года «Гремлины» вышли в прокат в Аргентине и Испании, а в октябре состоялась премьера в Западной Германии. В декабря начались показы в большей части остальной Европы, а также в Австралии и Мексике. 30 августа 1985 года фильм был выпущен в повторный прокат в США и Канаде, благодаря чему общие сборы выросли до 153 083 102 $. В дальнейшем «Гремлины» ещё четыре раза выходили в повторном прокате — в 2010 (Новая Зеландия), 2017 (Испания), 2020 и 2021 годах (США, Канада, Новая Зеландия и Австралия), увеличив общие сборы до 153 642 180 $
Во время проката картины от многих зрителей поступали жалобы на обилие насилия и жестокости на экране, в частности от людей, которые пришли на показ с детьми, думая, что это будет приятный, забавный фильм о животных. Причиной тому стали трейлеры фильма, где демонстрировалась атмосфера Рождества, акцент делался на Гизмо — дружелюбном, похожем на плюшевого мишку существе, а сами гремлины были показаны эпизодически. Стилистика трейлеров намеренно имитировала цвет и стиль трейлеров фильма «Инопланетянин» вышедшего двумя годами ранее, надеясь привлечь внимание зрителей ценящих проекты Стивена Спилберга. В ответ на это и на аналогичные жалобы на «Индиану Джонс и храм Судьбы» Спилберг предложил Американской ассоциации кинокомпаний изменить свою рейтинговую систему, что она и сделала в течение двух месяцев после выхода фильма, создав новый рейтинг PG-13.

### Критика

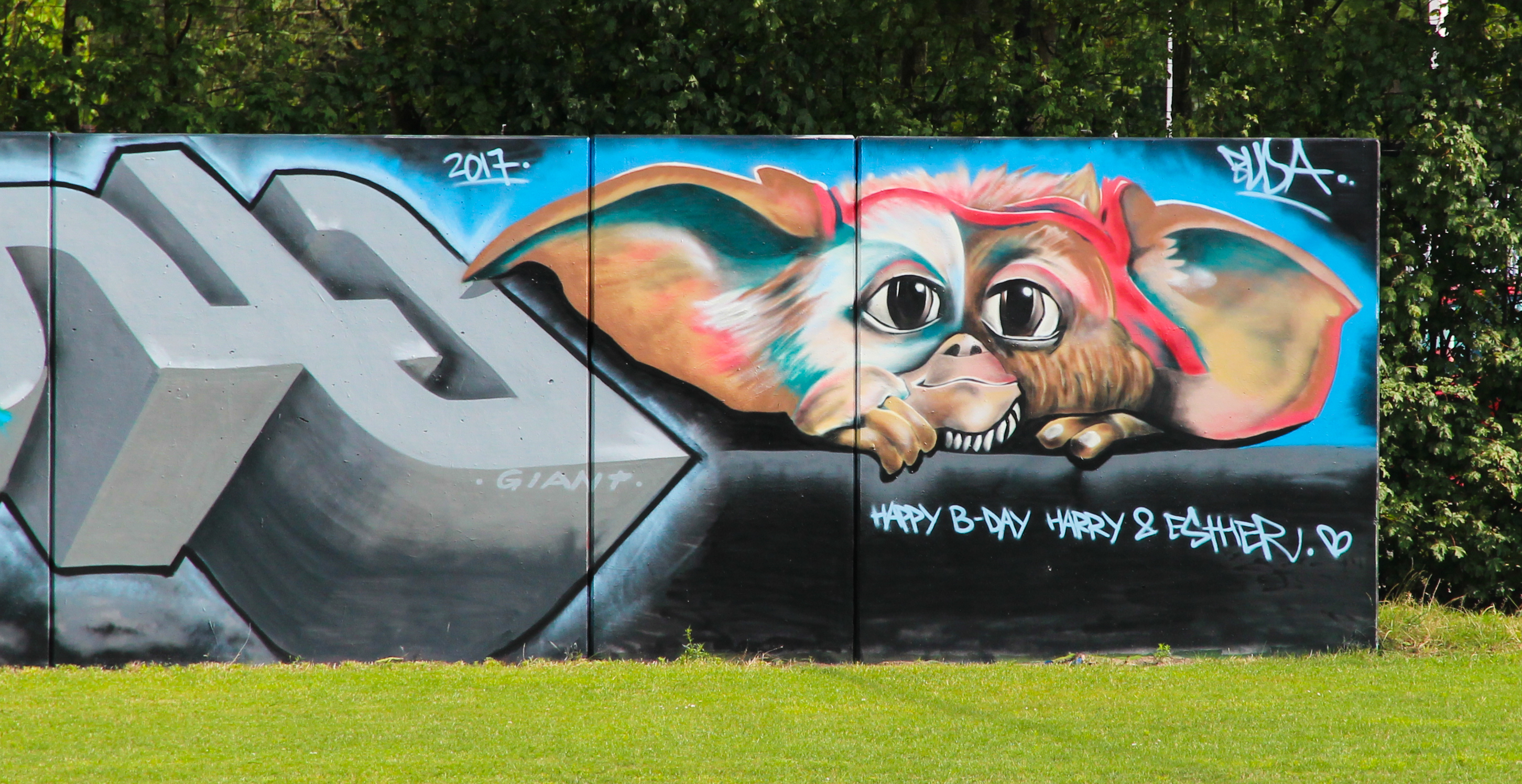
Граффити с изображением магвая

Хотя большинство критиков дало в целом положительную оценку фильму, многие посчитали картину слишком мрачной для рождественской сказки и слишком жестокой для семейного фильма, больше ориентированную на подростковую аудиторию.
Роджер Эберт одобрил фильм, присудив ему три звезды из четырёх и назвав его не только «забавным», но и «хитрой серией пародий», эффективно пародирующим многие элементарные сюжетные линии фильмов. По его мнению, «Гремлины» сделали это за счет изображения таинственных миров (магазин в китайском квартале) и тиранических пожилых женщин (миссис Дигл). Эберт также считал, что правило, согласно которому могваи не могут есть после полуночи, было вдохновлено сказками, а финальные сцены пародируют классические фильмы ужасов. Он связал речь Кейт о её отце с «великой традицией больных шуток 1950-х годов». При этом критик выразил некоторые опасения по поводу сцены с убийством гремлина в микроволновке, пологая, что это может побудить детей провести такие эксперименты со своими домашними животными.
Альмар Хафлидасон из BBC написал, что «сюжет тонкий, а темп смещен», но похвалил чёрный юмор, контрастирующий с идеальной рождественской обстановкой. Джин Сискел дал фильму три с половиной звезды из четырёх, охарактеризовав его как «ужасно смешное и игривое приключение». Винсент Кэнби из «The New York Times» отреагировал неоднозначно, написав, что не знает как юные зрители воспримут кадры с мамой главного героя, которая разделочным ножом убивает из одного гремлинов на своей кухне. Леонард Малтин в шоу «Entertainment Tonight» критически отнёсся к «Гремлинам», назвав фильм «неприятным» и «отвратительным», и дав ему две звезды из четырёх. Несмотря на это, Малтин появился в эпизодической роли в «Гремлинах 2», где повторил свою критику первого фильма в качестве шутки, прежде чем существа задушили его.
Ученый и исследователь Шарлота Миллер интерпретировала фильм как сатиру на некоторые особенности западной цивилизации, жители которой, по её мнению, получают удовольствие от насилия и чрезмерно зависимы от технологий. Киркпатрик Сейл интерпретировал «Гремлинов» как антитехнологический фильм в своей книге «Повстанцы против будущего».
Несмотря на неоднозначную реакцию, «Гремлины» на протяжении многих лет продолжают получать похвалы от критиков и некоторыми изданиями признаются одним из лучших фильмов 1984 года. По версии агрегатора Rotten Tomatoes «Гремлины» имеют рейтинг 7,4 балла из 10, а 86 % из 76 профессиональных кинокритиков положительно отозвались о фильме. На Metacritic фильм имеет рейтинг 70 % на основании 13 рецензий, что означает «в целом положительные отзывы».

### Награды и номинации
| Премия        | Дата вручения  | Номинация                           | Номинанты       | Результат | Примечания    |
| ------------- | -------------- | ----------------------------------- | --------------- | --------- | ------------- |
| Золотой экран | 27 марта 1985  | Золотой экран                       | Джо Данте       | Победа    | [ 25 ]        |
| Сатурн        | 9 июня 1985    | Лучший фильм ужасов                 |                 | Победа    | [ 26 ] [ 27 ] |
| Сатурн        | 9 июня 1985    | Лучший режиссёр                     | Джо Данте       | Победа    | [ 26 ] [ 27 ] |
| Сатурн        | 9 июня 1985    | Лучший актёр второго плана          | Дик Миллер      | Номинация | [ 26 ] [ 27 ] |
| Сатурн        | 9 июня 1985    | Лучшая актриса второго плана        | Полли Холлидей  | Победа    | [ 26 ] [ 27 ] |
| Сатурн        | 9 июня 1985    | Лучший молодой актёр или актриса    | Кори Фельдман   | Номинация | [ 26 ] [ 27 ] |
| Сатурн        | 9 июня 1985    | Лучший сценарий                     | Крис Коламбус   | Номинация | [ 26 ] [ 27 ] |
| Сатурн        | 9 июня 1985    | Лучшая музыка                       | Джерри Голдсмит | Победа    | [ 26 ] [ 27 ] |
| Сатурн        | 9 июня 1985    | Лучшие спецэффекты                  | Крис Уолас      | Победа    | [ 26 ] [ 27 ] |
| Сатурн        | 9 июня 1985    | Лучший грим                         | Грег Лакава     | Номинация | [ 26 ] [ 27 ] |
| Молодой актёр | 2 декабря 1984 | Лучший семейный фильм — приключение |                 | Победа    | [ 28 ]        |
| Молодой актёр | 2 декабря 1984 | Лучший молодой актёр второго плана  | Кори Фельдман   | Номинация | [ 28 ]        |

### Релиз на домашних носителях
В 1985 году Warner Home Video выпустила «Гремлинов» на VHS, CED Videodisc и Betamax. В 1997 году на DVD вышло базовое издание «Гремлинов», в которое вошли как полноэкранная, так и широкоэкранная версии, а также трейлер к фильму. В 1999 году диск был переиздан с новой обложкой. 20 августа 2002 года было выпущено специальное DVD-издание с комментариями актёров и режиссёров, и удаленными сценами. 1 декабря 2009 года фильм вышел в формате Blu-ray, посвященный 25-летию премьеры картины. 1 октября 2019 года фильм был выпущен в формате 4K Ultra HD.